# Wioślarstwo na Letnich Igrzyskach Olimpijskich 1928
Wioślarstwo na Letnich Igrzyskach Olimpijskich 1928 w Amsterdamie rozgrywane było w dniach 2–10 sierpnia 1928 r. Zawody odbyły się we wsi Sloten. Polska czwórka ze sternikiem, zajmując 3. miejsce, zdobyła pierwszy olimpijski medal w wioślarstwie dla Polski.

## Medaliści
| Konkurencja           | Złoto | Srebro | Brąz |
| Jedynka               | Australia · Henry Pearce | Stany Zjednoczone · Kenneth Myers | Wielka Brytania · David Collet |
| Dwójka podwójna       | Stany Zjednoczone · Paul Costello · Charles McIlvaine | Kanada · Joseph Wright Jr. · Jack Guest | Austria · Leo Losert · Viktor Flessl |
| Dwójka bez sternika   | Rzesza Niemiecka · Bruno Müller · Kurt Moeschter | Wielka Brytania · Terence O’Brien · Robert Nisbet | Stany Zjednoczone · Paul McDowell · John Schmitt |
| Dwójka ze sternikiem  | Szwajcaria · Hans Schöchlin · Karl Schöchlin · Hans Bourquin | Francja · Armand Marcelle · Édouard Marcelle · Henri Préaux | Belgia · Léon Flament · François De Coninck · Georges Anthony                                                                                        |
| Czwórka bez sternika  | Wielka Brytania · John Lander · Michael Warriner · Richard Beesly · Edward Vaughan Bevan                                                                                   | Stany Zjednoczone · Charles Karle · William Miller · George Healis · Ernest Bayer                                                                                   | Włochy · Cesare Rossi · Pietro Freschi · Umberto Bonadè · Paolo Gennari                                                                              |
| Czwórka ze sternikiem | Włochy · Valerio Perentin · Giliante D’Este · Nicolò Vittori · Giovanni Delise · Renato Petronio                                                                           | Szwajcaria · Ernst Haas · Joseph Meyer · Otto Bucher · Karl Schwegler · Fritz Bösch                                                                                 | Polska · Franciszek Bronikowski · Edmund Jankowski · Leon Birkholz · Bernard Ormanowski · Bolesław Drewek                                            |
| Ósemka                | Stany Zjednoczone · Marvin Stalder · John Brinck · Francis Frederick · William Thompson · William Dally · James Workman · Hubert Caldwell · Peter Donlon · Donald Blessing | Wielka Brytania · Jamie Hamilton · Guy Oliver Nickalls · John Badcock · Donald Gollan · Harold Lane · Gordon Killick · Jack Beresford · Harold West · Arthur Sulley | Kanada · Frederick Hedges · Frank Fiddes · John Hand · Herbert Richardson · Jack Murdoch · Athol Meech · Edgar Norris · William Ross · John Donnelly |

## Kraje uczestniczące
W zawodach wzięło udział 245 wioślarzy z 19 krajów:
| - Argentyna (9) - Australia (1) - Austria (2) - Belgia (21) - Czechosłowacja (1) - Dania (10) - Francja (26) - Holandia (21) - Japonia (6) - Kanada (11) | - Monako (5) - Niemcy (23) - Polska (14) - Stany Zjednoczone (26) - Szwajcaria (13) - Węgry (6) - Wielka Brytania (23) - Włochy (26) - Południowa Afryka (1) |

## Klasyfikacja medalowa
| Lp. | Państwo           |   |   |   | Razem |
| --- | ----------------- | - | - | - | ----- |
| 1.  | Stany Zjednoczone | 2 | 2 | 1 | 5     |
| 2.  | Wielka Brytania   | 1 | 2 | 1 | 4     |
| 3.  | Szwajcaria        | 1 | 1 | 0 | 2     |
| 4.  | Włochy            | 1 | 0 | 1 | 2     |
| 5.  | Australia         | 1 | 0 | 0 | 1     |
| 5.  | Rzesza Niemiecka  | 1 | 0 | 0 | 1     |
| 7.  | Kanada            | 0 | 1 | 1 | 2     |
| 8.  | Francja           | 0 | 1 | 0 | 1     |
| 9.  | Austria           | 0 | 0 | 1 | 1     |
| 9.  | Belgia            | 0 | 0 | 1 | 1     |
| 9.  | Polska            | 0 | 0 | 1 | 1     |